# 羅以德
羅以德，CMG，CVO（George Peter Lloyd，1926年9月23日—2007年6月18日），英國殖民地官員，歷任塞舌爾輔政司、斐濟布政司。1971年來到香港任防衛司。1973年6月，香港政府根據《麥健時報告書》，新設保安司一職，由羅以德署任。1974年至1981年任百慕達副總督。1982年任開曼群島總督，至1987年退休。